# Abrabroki
Abrabroki is een wijk in Paramaribo, Suriname. Het ligt in het verlengde van de Jules Wijdenboschbrug bij binnenkomst in de stad vanaf Meerzorg.
In de wijk ligt de Markt-Zuid. Deze werd gebouwd toen de Centrale Markt tijdelijk gesloten werd omdat er een nieuwe markthal werd gebouwd. Om die reden wordt de markt ook wel Noodmarkt genoemd. Doordat Paramaribo in zuidelijke richting groeide, bleef  de markt ook na de heropening van de Centrale Markt druk bezocht.
De Domineekreek scheidde Abrabroki van de wijk Poelepantje, die voorheen via een ophaalbrug te bereiken was. De kreek werd later gedempt.
De voetbalclub uit de wijk, SV Broki, komt uit in de Eerste Divisie van de Surinaamse Voetbal Bond (stand 2019). De wedstrijden worden niet in de wijk gespeeld, maar noordelijker in het Mgr. Aloysius Zichem Sportcentrum.

## Galerij

Domineekreek (nu gedempt), 1885

## Geboren
- Edgar Dikan (1971), minister van Regionale Ontwikkeling (2015-2020)
- Mike Noersalim (1974), minister van Binnenlandse Zaken (2015-2020)